# Айдарколь кашары
Айдарколь кашары (каз. Айдаркөлқашары) — село в Шардаринском районе Туркестанской области Казахстана. Входит в состав Коксуского сельского округа. Код КАТО — 516439200.

## Население
В 1999 году население села составляло 528 человек (270 мужчин и 258 женщин). По данным переписи 2009 года, в селе проживали 463 человека (230 мужчин и 233 женщины).